# Laphria imbellis
Laphria imbellis là một loài ruồi trong họ Asilidae. Laphria imbellis được Walker miêu tả năm 1857. Loài này phân bố ở miền Ấn Độ - Mã Lai.